# Volksabstimmungen in der Schweiz 1889
Dieser Artikel bietet eine Übersicht der Volksabstimmungen in der Schweiz im Jahr 1889.
In der Schweiz fand auf Bundesebene eine Volksabstimmung statt, im Rahmen eines Urnengangs am 17. November. Dabei handelte es sich um ein fakultatives Referendum.

## Abstimmung am 17. November 1889

### Ergebnis
| Nr. | Vorlage                                        | Art | Stimm- berechtigte | Abgegebene Stimmen | Beteiligung | Gültige Stimmen | Ja      | Nein    | Ja-Anteil | Nein-Anteil | Stände | Ergebnis |
| --- | ---------------------------------------------- | --- | ------------------ | ------------------ | ----------- | --------------- | ------- | ------- | --------- | ----------- | ------ | -------- |
| 33  | Bundesgesetz über Schuldbetreibung und Konkurs | FR  | 661'225            | 468'618            | 70,87 %     | 462'238         | 244'317 | 217'921 | 52,86 %   | 47,14 %     | –      | ja       |

### Schuldbetreibung und Konkurs
Das historisch gewachsene Recht über Betreibung und Konkurs in der Schweiz war durch fundamentale Unterschiede zwischen den Kantonen geprägt. Die Zwangsvollstreckung einer Forderung konnte auf blosses Begehren des Gläubigers, ohne vorgängiges gerichtliches Urteil, meist ohne gerichtliche Bewilligung und oft ohne gerichtliche Mitwirkung geschehen. Der Bundesrat empfand diesen Zustand als unhaltbar und strebte eine Rechtsvereinheitlichung an. Ein erster Entwurf von Andreas Heusler war 1869 bereits in den Parlamentskommissionen gescheitert. Erst 1886 verabschiedete der Bundesrat seinen Kompromissvorschlag, der auf Einwände aus der Romandie Rücksicht nahm und sowohl die Betreibung auf Konkurs als auch jene auf Pfändung vorsah (letzteres insbesondere bei Landwirtschaftsbetrieben). Langwierige Auseinandersetzungen in den Räten verzögerten den Abschluss der Beratungen bis 1889. Gegen das Bundesgesetz über Schuldbetreibung und Konkurs ergriffen konservative Kreise um den Publizisten Ulrich Dürrenmatt das Referendum. Die meisten Gegner wehrten sich gegen weitere Zentralisierungsbestrebungen. Hingegen strich die Allianz der Befürworter die Vereinheitlichung hervor, die der Rechtssicherheit und dem Handel diene. Letztere setzten sich schliesslich knapp durch.